# Mathieu Gabaudan
Mathieu Gabaudan est un joueur français de volley-ball né le 18 juin 1986. Il mesure 2,02 m et joue central. 

## Clubs
| Club           | Pays   | De        | À         |
| -------------- | ------ | --------- | --------- |
| Montpellier UC | France | 2005-2006 | 2008-2009 |

## Palmarès
- Coupe de France :
  - Finaliste : 2008

- Coupe de France Jeune :
  - Champion de France : 2004, 2005, 2006
  - Vice Champion de France : 2001
  - Troisième : 2002, 2007
- Coupe de France Pôle Espoir Volley-ball :
  - Champion de France : 2001, 2002, 2004
- Titre individuel :
  - Meilleur central : 2005